# Ricardo Melgar Bao
Ricardo Melgar Bao (Lima, Perú,1946-Cuernavaca, México, 10 de agosto de 2020) fue un profesor, historiador y antropólogo peruano que residió en México desde 1977. Su trabajo rastreó la historia del movimiento obrero en América Latina, la intervención de las izquierdas y los movimientos sociales de los siglo XIX y XX desde una perspectiva cultural; las redes intelectuales, así como la organización y dimensión simbólica de los imaginarios transfronterizos. Fue reconocido por ejercer la pedagogía en diversas instituciones y centros de investigación. 
Sus estudios recuperaron la dimensión ideológica de distintas figuras del continente, reconociendo –paralelamente– sus aportes en los distintos campos de acción ya sea términos culturales, políticos o intelectuales, entre ellos, Manuel González Prada, José Carlos Mariátegui, Víctor Raúl Haya de la Torre, Julio Antonio Mella, Esteban Pavletich, Ricardo Flores Magón y José Enrique Rodó. 
Fue profesor de la Escuela Nacional de Antropología e Historia entre 1977 y 2011, Director del Colegio de Estudios Latinoamericanos de la Facultad de Filosofía y Letras de la UNAM desde 1990. Luego Director del Departamento de Estudios Latinoamericanos entre 1993 y 1995. Asimismo fue Investigador del Instituto Nacional de Antropología e Historia, miembro del Sistema Nacional de Investigadores de México (CONACyT) desde 1990  e Investigador del Centro INAH en Morelos desde 2001. 

## Formación académica
Melgar Bao realizó sus estudios de Antropología en la Universidad Nacional Mayor de San Marcos, luego, cuando el Perú se encontraba bajo la dictadura de Francisco Morales Bermúdez, se trasladó a Ciudad de México donde cursó la Maestría en Estudios Latinoamericanos en la Universidad Nacional Autónoma de México, para culminar con el grado de Doctor en Estudios Latinoamericanos en la misma casa de estudios.  

## Premios y distinciones
2008: Medalla Rafael Ramírez de la Secretaría de Educación Pública de México por sus 30 años de ejercicio docente. 
2013: Distinción al quehacer intelectual de la Universidad de Santiago de Chile.
2013: Medalla de la Red Internacional del Conocimiento.
2014: Reconocimiento al Mérito Académico por la Universidad Nacional Mayor de San Marcos.
2016: Premio Pensamiento de América Leopoldo Zea otorgado por el Instituto Panamericano de Geografía e Historia. 
2019: Doctor honoris causa de la Universidad Nacional de Educación Enrique Guzmán y Valle

## Obras
1970. Crónica de la plumífera y otros poema. Lima: Ediciones Joda.
1980. Burguesía y proletariado en el Perú. 1820-1930. Lima: CEIRP.
1988. Sindicalismo y milenarismo en la Región andina del Perú (1920-1931). Lima: Cuicuilco.
1989. El movimiento obrero latinoamericano: historia de una clase subalterna. México: Alianza Editorial Mexicana.
1993. Perú Contemporáneo. El espejo de las identidades. Ciudad de México: UNAM. Coautoría con María Teresa Bosque Lastra.
1994. Mariátegui, Indoamérica y las crisis civilizatorias de Occidente. Lima: Editorial Amauta. 
1996: Cosmovisiones e ideologías cominternistas. América Latina, 1919-1923. Perú: Q’ollana.
2000: Mariátegui entre la memoria y el futuro de América Latina. Ciudad de México: UNAM. Coautoría con Liliana Weinberg.
2003. Redes e imaginario del exilio latinoamericano en México. 1934-1940. Buenos Aires, Libros en red.
2003. Morelos: imágenes y miradas 1900-1940. Un ensayo de antropología e historia visual. Coautoría con M. Morayta y R. Gutiérrez.
2004. Cuernavaca y el monte: prácticas y símbolos. Laberinto visual.
2007. Los combates por la identidad. Resistencia cultural afroperuana. Coautoría con José Luís González.
2006. Una constelación veneracional entre los Nahuas de Morelos. México, D.F.: Red Convergencia.
2008. Escritos de José Carlos Mariategui 1928. Edición de Ricardo Melgar Bao y Francisco Amezcua Pérez.
2012. El exiliado boliviano Tristán Marof: tejiendo redes, identidades y claves de autoctonía política. En Pacarina del Sur [En línea], año 3, núm. 12, julio-septiembre.
2014. Los símbolos de la modernidad alternativa. Montalvo, Martí, Rodó, González Prada y Flores Magón. Ediciones Taller Abierto.
2015. La prensa militante en América Latina y la Internacional Comunista. México: INAH.
2016. La prensa militante en América Latina y la Internacional Comunista. México: INAH.
2016. Risa y humor zurdo en nuestra América. México: Ediciones Taller Abierto.
2018. José Carlos Mariátegui originales e inéditos 1928. Ricardo Melgar Bao y Manuel Pásara Pásara (editores). Ariadna Ediciones. Santiago de Chile. ISBN: 9789568416652.
2019. El zapatismo en el imaginario anarquista norteño: Regeneración, 1911-1917. México: INAH.
2019. Esteban Pavletich. Estaciones del exilio y Revolución mexicana, 1925-1930. México: INAH.